# Jairzinho
Jairzinho, rodným jménem Jair Ventura Filho (* 25. prosinec 1944, Rio de Janeiro) je bývalý brazilský fotbalista. Hrával na pozici útočníka.
S brazilskou fotbalovou reprezentací vyhrál mistrovství světa roku 1970, přičemž skóroval ve všech utkáních, která Brazílie na tomto turnaji hrála. To se v historii povedlo již jen Alcidesovi Ghiggiovi a Just Fontainovi. Na tomto turnaji byl též zařazen do all-stars týmu. Hrál též na světovém šampionátu roku 1966 a 1974, kde Brazilci skončili čtvrtí. Brazílii reprezentoval v 81 zápasech, v nichž vstřelil 33 branek.
Většinu své kariéry (1959–1974) strávil v brazilském klubu Botafogo. Odehrál za něj 413 ligových utkání, v nichž vstřelil 186 branek.
Na konci 20. století byl v mnoha anketách zařazen mezi nejlepší fotbalisty tohoto století: Britský časopis World Soccer ho vyhlásil 27. nejlepším hráčem 20. století, brazilský Placar 66. nejlepším, mezi 50 nejlepších ho zařadil i francouzský časopis Planète Foot a nizozemský Voetbal International.
Měl přezdívku Furacão (Hurikán).